# Halgato
Halgato je slovenski dramski film iz leta 1994 v režiji in po scenariju Andreja Mlakarja, posnet po romanu Namesto koga roža cveti Ferija Lainščka. Roma Pišti in Halgato se odločita za različne poti, Halgato ostaja zvest svoji naravi in kulturi, Pišti pa ju skuša preseči.

## Igralci
- Ludvik Bagari kot Scabby Fico
- Ljerka Belak kot Durgola Neni
- Kristjan Borovšak kot odrasli Halgato
- Peter Boštjančič kot debeli Babič
- Rok Cvetkov kot ženska
- Milena Grm kot Baba Fikale
- Danica Horvat kot policistka
- Lara Jankovič kot Jusika
- Mirjam Korbar kot Treza
- Denis Kramberger kot mladi Pišti
- Jože Kramberger kot Bumbaš
- Vlado Kreslin kot Mariška
- Jernej Kuntner kot Pišti
- Tone Kuntner kot stari Cejc
- Peter Musevski kot Jovo Lukič - Jovica
- Vlado Novak kot stanodajalec
- Tanja Ribič kot Iza
- Manuel Šarkezi kot mladi Halgato
- Uroš Tatomir kot stari mlinar
- Dario Varga kot Siligoj